# Norma classica
La norma classica è una delle quattro norme linguistiche (codificazioni) della lingua occitana. Tale norma si basa sulla millenaria tradizione della grafia classica occitana ed è attualmente quella più diffusa, pur ponendosi in concorrenza con le altre standardizzazioni dell'occitano: la norma mistraliana, la norma bonnaudiana e la norma dell'Escolo dou Po.

## Composizione
La norma classica si compone di due parti:
- la norma ortografica, che fissa le regole di riproduzione grafica dei suoni[1];
- la norma orale, che definisce le modalità raccomandate per parlare in occitano.

## Sviluppo della norma classica
Se la grafia classica è nata poco prima dell'anno 1000 con i primi documenti scritti in occitano, la norma classica si è sviluppata in tre tappe a partire dal 1935:
1. Pubblicazione (1935) della Gramatica occitana segon los parlars lengadocians di Louis Alibert.
2. A partire dal 1945, sviluppo grazie all'Institut d'Estudis Occitans (IEO) e alle opere di Pierre Bec e Robert Lafont.
3. Coordinamento da parte del Conselh de la Lenga Occitana (CLO) a partire dal 1996.

La norma classica si è diffusa sempre maggiormente a partire dalla seconda metà del XX secolo, facendo arretrare la norma mistraliana. Oggi la norma classica è largamente utilizzata in Occitania, ma si trova in posizione di concorrenza rispetto ad altre varianti: con la norma mistraliana in Provenza e nel Nizzardo, con la norma dell'Escolo dou Po ("Scuola del Po") nelle Valli Occitane del Piemonte e con la norma bonnaudiana in Alvernia.

## Standardizzazione
Le differenti grafie concorrenti dell'occitano (classica, mistraliana, bonnaudiana, dell'Escolo dou Po) sono state concepite inizialmente come resa grafica di singoli dialetti, senza fissare una varietà standard dell'occitano. La norma mistraliana, la prima in ordine di apparizione, ha prefigurato una lingua standard ed ha aperto la strada a tre koinè letterarie regionali: una in provenzale, una in nizzardo e una in guascone del Béarn. A partire dal XX secolo la norma classica ha seguito lo sviluppo di queste tre koiné regionali, favorendone al contempo altre nel Limosino e in Linguadoca. In seguito all'ufficializzazione dell'occitano nella Val d'Aran (1990), la norma classica favorisce ugualmente una varietà codificata di guascone aranese.
Oltre a queste esperienze di koiné a fianco della norma classica, la volontà di fissare una varietà standard dell'occitano è sorta negli anni settanta tramite le ricerche dei linguisti Pierre Bec, Robert Lafont, Roger Teulat e Jacme Taupiac, per essere continuata negli anni ottanta da Patrick Sauzet. La varietà standard è chiamata, a seconda degli autori, "occitano referenziale", "occitano standard" o - più recentemente - "occitano largo", e si basa sul dialetto linguadociano (considerato come dialetto centrale e intermediario, senza alcuna connotazione di superiorità rispetto alle altre varianti dell'occitano) nonché su adattamenti regionali dello standard, che prendono in considerazione alcuni tratti dialettali tipici. In questo modo l'occitano standard riesce a dare spazio alle singole koiné regionali sviluppatesi nel corso degli ultimi due secoli, conservando purtuttavia una grande uniformità e la sua concezione unitaria di base.

## Comparazione
| Tabella di comparazione tra le quattro norme dell'occitano (estratto della Dichiarazione Universale dei Diritti dell'Uomo) | Tabella di comparazione tra le quattro norme dell'occitano (estratto della Dichiarazione Universale dei Diritti dell'Uomo) | Tabella di comparazione tra le quattro norme dell'occitano (estratto della Dichiarazione Universale dei Diritti dell'Uomo) | Tabella di comparazione tra le quattro norme dell'occitano (estratto della Dichiarazione Universale dei Diritti dell'Uomo)                                                             |
| Norma classica | Norma mistraliana | Norma bonnaudiana | Norma dell'Escolo dou Po |
| --- | --- | --- | --- |
| Provenzale Totei lei personas naisson liuras e egalas en dignitat e en drech. Son dotadas de rason e de consciéncia e li cau (/fau) agir entre elei amb un esperit de frairesa. Provenzale nizzardo Toti li personas naisson lib(e) ri e egali en dignitat e en drech. Son dotadi de rason e de consciéncia e li cau agir entre eli em un esperit de fratelança. Alverniate Totas las personas naisson liuras e egalas en dignitat e en dreit. Son dotadas de rason e de consciéncia e lor chau (/fau) agir entre elas amb un esperit de frairesa. Vivaro-alpino Totas las personas naisson liuras e egalas en dignitat e en drech. Son dotaas de rason e de consciéncia e lor chal agir entre elas amb un esperit de frairesa. Limosino Totas las personas naisson liuras e egalas en dignitat e en drech. Son dotadas de rason e de consciéncia e lor chau (/fau) agir entre elas emb un esperit de frairesa. Guascone Totas las personas que naishen liuras e egaus en dignitat e en dreit. Que son dotadas de rason e de consciéncia e que'us cau (/fau) agir entre eras dab un esperit de hrairessa. Linguadociano Totas las personas naisson liuras e egalas en dignitat e en drech. Son dotadas de rason e de consciéncia e lor cal agir entre elas amb un esperit de frairesa. | Provenzale Tóuti li persouno naisson libro e egalo en dignita e en dre. Soun doutado de resoun e de counsciènci e li fau agi entre éli em' un esperit de freiresso. Provenzale nizzardo Touti li persouna naisson libri e egali en dignità e en drech. Soun doutadi de rasoun e de counsciència e li cau agì entre eli em' un esperit de frairessa. Guascone (grafia febusiana) Toutes las persounes que nachen liures e egaus en dinnitat e en dreyt. Que soû doutades de rasoû e de counsciencie e qu'ous cau (/fau) agì entre eres dap û esperit de hrayresse. | Alverniate Ta la proussouna neisson lieura moé parira pà dïnessà mai dret. Son charjada de razou moé de cousiensà mai lhu fau arjî entremeî lha bei n'eime de freiressà. (Touta la persouna naisson lieura e egala en dïnetàt e en dreit. Soun doutada de razou e de cousiensà e lour chau ajî entre ela am en esprî de freiressà.) | Vivaro-alpino Toutes les persounes naisoun liures e egales en dignità e en drech. Soun douta de razoun e de counsiensio e lour chal agir entre eles amb (/bou) un esperit de freireso. |

| Tabella di comparazione tra le quattro norme dell'occitano: grafemi tipici | Tabella di comparazione tra le quattro norme dell'occitano: grafemi tipici | Tabella di comparazione tra le quattro norme dell'occitano: grafemi tipici | Tabella di comparazione tra le quattro norme dell'occitano: grafemi tipici |
| Norma classica                                                             | Norma mistraliana                                                          | Norma bonnaudiana                                                          | Norma dell'Escolo dou Po                                                   |
| -------------------------------------------------------------------------- | -------------------------------------------------------------------------- | -------------------------------------------------------------------------- | -------------------------------------------------------------------------- |
| ò                                                                          | o                                                                          | o                                                                          | o                                                                          |
| o, ó                                                                       | ou                                                                         | ou                                                                         | ou                                                                         |
| uè, ue                                                                     | ue, iue                                                                    | eu (ue)                                                                    | ue (ö)                                                                     |
| lh                                                                         | i/h (lh)                                                                   | lh                                                                         | lh                                                                         |
| nh                                                                         | gn                                                                         | nh                                                                         | nh                                                                         |
| s, ss c(e), c(i), ç                                                        | s, ss c(e), c(i), ç                                                        | s, ss                                                                      | s                                                                          |
| z s tra due vocali                                                         | z s tra due vocali                                                         | z                                                                          | z                                                                          |
| à è ò á é í ó ú                                                            | à è ò ì ù é óu                                                             | à è eù où é â ê î û                                                        | à è ò ì ù où é                                                             |
| Tutte le consonanti finali mute vengono scritte.                           | Alcune consonanti finali mute vengono scritte.                             | Alcune consonanti finali mute vengono scritte.                             | Nessuna consonante finale muta viene scritta.                              |